# Stenica
Stenica – wieś w Słowenii, w gminie Vitanje. W 2018 roku liczyła 160 mieszkańców.